# Rosa Bueno
María Rosa Bueno Castellano (n. Villapalacios, Albacete; 1945 - f. Palma, Baleares; 21 de diciembre de 2009) fue una dirigente vecinal mallorquina. Trabajó en las asociaciones vecinales de Palma de Mallorca y fue fundadora y presidenta de la Coordinadora de Entidades Vecinales, que se convirtió en la Federación de Associaciones de Vecinos de Palma. En 2004 participó en la X Día por la Lengua y el Autogobierno convocada por la Obra Cultural Balears.
En 2008 recibió el Premio Ramon Llull concedido por el Gobierno Balear, y el premio Olimpia del Lobby de Dones. Falleció el 21 de diciembre de 2009, a los 64 años, tras una larga enfermedad.